# Le Rivoltelle
Le Rivoltelle sono una rock band tutta al femminile che nasce a Cosenza nel 2005 dall'incontro di quattro musiciste: Elena, Alessandra, Paola e Angela. Sono note soprattutto per la riproposizione di classici del repertorio nazionale e internazionale degli anni '60-'90 in chiave moderna attraverso un mix di generi come lo ska, il rock e il reggae.
Nel 2010 pubblicano con Cristiani Music Italy il loro singolo d'esordio La notte, cover del cantante italo-belga Salvatore Adamo. L'anno successivo esce il loro primo album: Donne Italiane, un tributo all'Italia in occasione delle celebrazioni per i 150 anni dell'Unità d'Italia. Il 2012 è la volta del secondo album: Le Rivoltelle, anticipato dal singolo Taglia 38. Lo stesso anno partecipano al Mei Supersound Festival di Faenza organizzato dal MEI.

## Formazione
Attuale
- Elena Palermo: voce, violino, sax, chitarre
- Alessandra Turano: basso, chitarre, cori, voce
- Monica Litrenta: batteria, percussioni, cori
- Angela Massafra: chitarre, cori

Ex componenti
- Paola Aiello: batteria, percussioni, cori (fino al 2021)

## Discografia
- 2010 - La Notte (Singolo)
- 2011 - Donne Italiane (Album)
- 2012 - Taglia 38 (Singolo)
- 2012 - Le Rivoltelle (Album)
- 2017 - Play & Replay (Album)